# Rotofen
Le Rotofen est une montagne culminant à 1 467 mètres d'altitude dans le massif des Alpes de Berchtesgaden, dans le chaînon du Lattengebirge.

## Géographie
Le Rotofen est divisé d’est en ouest en Vordere (1 370 m), Mittlere (1 396 m) et Hintere Rotofen (1 467 m). Ces sommets sont souvent appelés ensemble Rotofentürme ; sur les cartes plus anciennes l'orthographe est Rothofen. Le nom vient des roches jaune-rouge et de la lixiviation ressemblant à une grotte ; Ofen fait généralement référence dans les montagnes à des rochers escarpés et imposants.

## Ascension
L'ascension est possible du côté est de Winkl et du Hallthurm, mais on peut également atteindre le Rotofen dans le cadre d'une traversée du Lattengebirge en partant du Predigtstuhl puis en allant vers l'ouest par le Schlegelmulde, le Karkopf, le Dreisesselberg et la Steinerne Agnes. La route traverse les deux côtés de la forêt. Il faut environ quatre heures pour le croisement longitudinal du Rotofen. Le sommet rocheux du Vorderen Rotofen ne peut être atteint que par l'escalade.

## Culture
La sorcière endormie
Vu de la vallée, la Rotofen ressemble au profil d’une femme couchée, elle est communément appelée la sorcière endormie. La direction de la tête avec le menton et le nez, ainsi que la poitrine, sont clairement visibles vers le sud-est et le nord-ouest. La poitrine (« poitrine de sorcière ») est formée par le Mittlere Rotofen (également appelé Signalkopf). Le Vordere Rotofen forme le nez avec le Große Rotofenturm et le menton avec le Kleine Rotofenturm. Le Große Rotofenturm est également connu sous le nom de Montgelas-Nase, une allusion à la taille et à la forme du nez de Maximilian von Montgelas.
Il existe plusieurs légendes sur l'origine de la sorcière endormie.
La sorcière en pierre du Predigtstuhl raconte l'histoire d'une sorcière qui s'est retirée il y a plus de mille ans dans la solitude du monde de la montagne parce qu'elle n'aimait pas le peuple, mais surtout les chrétiens et leurs missionnaires. Souvent, elle approche les fidèles qui viennent prier par le col de Hallthurm jusqu'au tombeau de Saint Zénon en tant que hôtesse sympathique. Mais la boisson qu'elle offre est empoisonnée et tue beaucoup d'innocents. Parfois, elle se cache également à un endroit du sentier, où les rochers tombent abruptement et elle les fait rouler sur les pèlerins. « Encore un de moins », se réjouit la sorcière chaque fois qu'elle réussit à tuer un chrétien. La méchante sorcière veut donc empêcher l'entrée du christianisme dans le pays de Berchtesgaden. Lorsque Saint Martin emprunte le chemin empruntant le Hallthurm pour prêcher aux habitants de la région de Berchtesgaden, la sorcière fait rouler un lourd rocher. Averti par le tonnerre, il se met à l'écart et en sécurité. La sorcière fait rouler un autre bloc de pierre. Puis Martin tend une grosse croix qu’il avait pendue autour du cou. Au même moment, une secousse traverse les montagnes et un grondement terrible sonne comme un tonnerre. Par une force irrésistible, la sorcière est jetée à terre et transformée en pierre. Martin peut repartir en toute sécurité.